# Stenochironomus longilobatus
Stenochironomus longilobatus är en tvåvingeart som först beskrevs av Tokunaga 1964.  Stenochironomus longilobatus ingår i släktet Stenochironomus och familjen fjädermyggor. Inga underarter finns listade i Catalogue of Life.